# Gronaulax leptogaster
Gronaulax leptogaster är en stekelart som först beskrevs av Cameron 1904.  Gronaulax leptogaster ingår i släktet Gronaulax och familjen bracksteklar. Inga underarter finns listade i Catalogue of Life.